# منذر النخلي
منذر النخلي مواليد 13 فبراير 1998 في السعودية، هو لاعب كرة قدم سعودي يلعب في نادي البكيرية.

## مسيرة اللاعب
بدأ مع نادي الفتح و أعير لمدة موسم لنادي الفيحاء و لعب بعدها مع النادي العربي ثم انتقل لنادي جدة ويلعب حاليا في نادي البكيرية.

## روابط خارجية
- منذر النخلي على موقع Soccerway.com (الإنجليزية)